# Шоджаи, Али
Али Шоджаи (перс. علی شجاعی‎; род. 23 марта 1953, Иран) — иранский футболист, играл на позиции полузщаитника. Участник чемпионата мира 1978 года.

## Биография

### Игровая карьера
Шоджаи на протяжении своей футбольной карьеры играл только за два клуба «Зоб Ахан» и «Сепахан».
В составе сборной Ирана принимал участие на чемпионате мира 1978 года, но на турнире на поле так и не вышел. Всего за сборную Ирана сыграл 5 матчей и не отметился забитыми мячами.